# 複合微球泡材

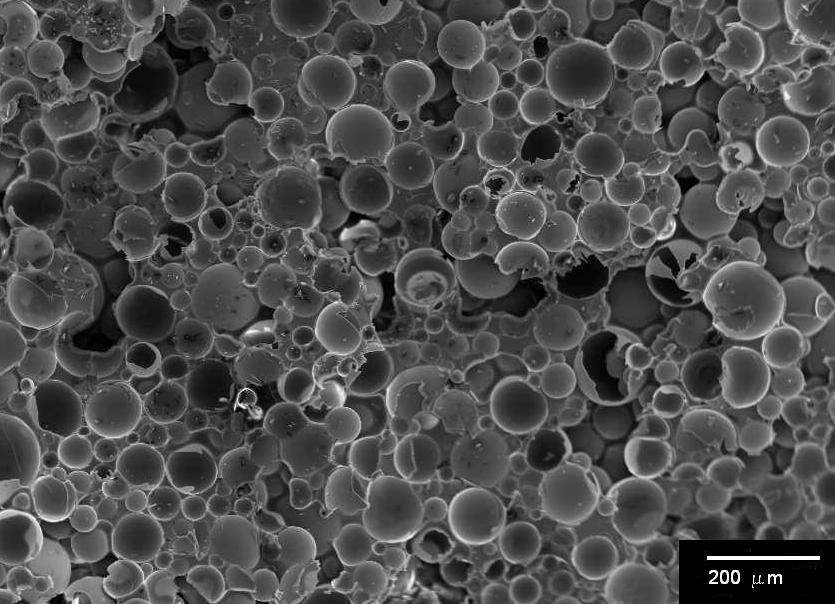
扫描电子显微镜显示的複合微球泡材由环氧树脂基质内的玻璃微球组成。

複合微球泡材是一种複合材料，透過稱為玻璃微球的空心球或非空心球（例如珍珠岩）作為填充材填入金属、聚合物、 水泥或陶瓷基材結合而成。  英文稱作 "Syntactic foams"，這裡“Syntactic”的意思是「放在一起」。 空心顆粒對材料整體有密度降低、比強度提高（強度除以密度）、熱膨脹係數降低，并且在某些情况下還對雷達或聲納透明。

## 歷史
這種材料的名稱最初由Bakelite 公司于 1955 年创造，指的是他们生产的由空心酚醛微球与酚醛、环氧树脂或聚酯基质粘合而成的轻质複合材料。  
这些材料是 1960 年代初开发出来的，作为海洋应用改进浮力的材料。 其他特性使得这些材料能够应用于航太和地面运输车辆。 
Nikhil Gupta最近推进了对複合微球泡材的研究。

## 特征
可定制性是这类材料的最大优势之一。 基质材料可以从几乎任何金属、聚合物或陶瓷中选择。微球可以是各種尺寸和材质，包括玻璃微球、空心微球、碳粒和聚合物。最广泛使用和研究的泡沫是玻璃微球（环氧树脂或聚合物中）和空心微珠或陶瓷 （铝中）。可以改变微球的体积分数或使用不同有效密度的微球，后者取决于微球内半径和外半径之间的平均比率。
低密度複合微球泡材的其中一個制造方法基于浮力原理。  

### 強度
大多数情况下，複合微球泡材的压缩性能很大程度上取决于填充颗粒材料的性能。一般来说，材料的抗压强度与其密度成正比。據報導，水泥基複合微球泡材的抗壓強度可以大于30 MPa（4.4 ksi） ，但密度可以低達1.2 g/cm3（0.69 oz/cu in）  。 
基質材料对拉伸性能的影响较大。透過对颗粒进行化学表面处理（如矽烷化），將使玻璃颗粒和环氧树脂基质之间形成強鍵結，可以大大提高拉伸強度。添加纖維材料如碳纖維、玻璃纖維也可以增加抗拉强度。</link>

## 應用

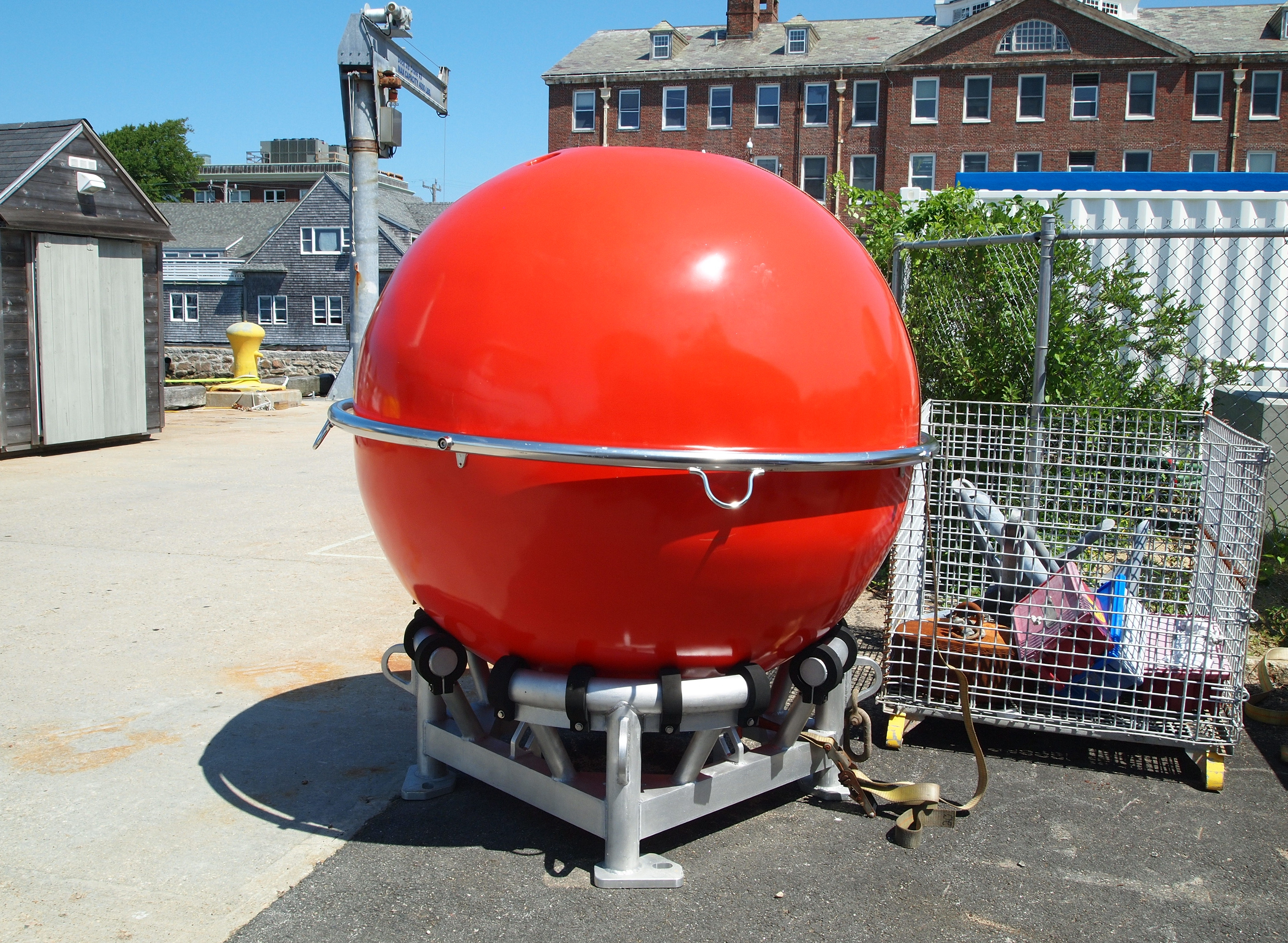
海洋系泊中用作水下浮子的複合微球泡材球。

複合微球泡材的当前应用包括海洋立管张紧器的浮力模組、遥控潛水器（ROV）、自主水下載具（AUV）、深海勘探、船體以及直升机和飞机零組件。
水泥基複合微球泡材作为潜在的轻质结构複合材料，也曾有不少研究。並非金属或聚合物基质，這種材料在水泥浆基质中加入玻璃微球，成為闭孔泡沫结构。研究人員對水泥基複合微球泡材在高应变負載条件下的机械性能进行测试，以评估其在防撞垫、防爆墙等中的能量耗散能力。在这些负载条件下，水泥基複合微球泡材的玻璃微球没有表现出逐渐破碎的现象。最终，与聚合物和金属複合微球泡材不同，它们并没有成为适合能量耗散应用的材料。 複合微球泡材的结构应用包括用作三明治複合板的中间层（即芯层）。
尽管与大多数传统水泥基材料相比，水泥基複合微球泡材具有更高的比强度，但制造它们却很有挑战性。一般来说，空心包裹体往往会在低剪切强度和高密度的新鲜水泥浆体中浮起和析出。因此，必须严格控制複合材料的流变性，保持整个材料的微观结构均匀。 此外，某些类型的玻璃微球可能导致鹼矽反应。因此，必须考虑并解决该反应的不良影响，以确保这些複合材料的耐久性。 
其他应用包括；
- 深海浮力泡材。 2018 年，一种使用3D列印制造潜艇船体的方法被开发出来[18]
- 热成型插头辅助装置
- 雷达透明材料
- 消声材料
- 夹层複合材料芯材[19] [20]
- 防爆材料
- 保龄球、网球拍、足球等体育用品。 [21]

## 外部連結
- 维基共享资源上的相關多媒體資源：複合微球泡材